# Netelia appendiculata
Netelia appendiculata là một loài tò vò trong họ Ichneumonidae.